# Benquerencia de la Serena
Benquerencia de la Serena es un municipio y localidad española de la provincia de Badajoz, en la comunidad autónoma de Extremadura. El término municipal tiene una población de 789 habitantes (INE 2024).

## Geografía
Se sitúa junto a las sierras de Benquerencia, los Tiros y Almorchón. Está formado por las localidades anejas de Helechal, La Nava, Puerto Hurraco, Puerto Mejoral y la propia Benquerencia de la Serena, que es donde está situado el Ayuntamiento. Pertenece a la comarca de La Serena y al partido judicial de Castuera.

## Historia
A la caída del Antiguo Régimen la localidad se constituye en municipio constitucional en la región de Extremadura. Desde 1834 quedó integrado en el Partido judicial de Castuera. En el censo de 1842 contaba con 350 hogares y 1540 vecinos.
Hasta la reforma de la nomenclatura municipal de 1916 el municipio se llamaba simplemente Benquerencia. En dicha fecha su nombre fue modificado por el de Benquerencia de la Serena.
El 1 de febrero de 1949, cuatro campesinos (Sinesio Calderón, Antonio Cortés, Antonio Iglesias y Manuel Merino) fueron asesinados por la Guardia Civil en el cortijo del Enjembraero de la pedanía del Helechal, acusados de cooperar con el maquis por la tiranía franquista.

## Demografía
Benquerencia de la Serena cuenta con una población de 789 habitantes (INE 2024).
| Gráfica de evolución demográfica de Benquerencia de la Serena entre 1842 y 2021                                     |
| |
| Población de derecho según los censos de población del INE Población de hecho según los censos de población del INE |

| Nombre                    | Rango            | Población |
| ------------------------- | ---------------- | --------- |
| Benquerencia de la Serena | Núcleo Principal | 259       |
| Helechal                  | Pedanía          | 300       |
| La Nava                   | Pedanía          | 121       |
| Puerto Hurraco            | Pedanía          | 102       |
| Puerto Mejoral            | Alquería         | 1         |
| TOTAL MUNICIPIO           |                  | 783       |

## Patrimonio
Iglesia parroquial católica de Nuestra Señora de la Asunción, en la Archidiócesis de Mérida-Badajoz.